# Catalán (Mondkrater)
Catalán ist ein kleiner Einschlagkrater nahe dem südwestlichen Rand des Erdmondes. Durch diese Lage ist er von der Erde aus äußerst schwierig zu beobachten, da man ihn von der Seite her betrachtet und seine Sichtbarkeit zusätzlich Librationseffekten unterliegt.
Er liegt westlich des etwas größeren Kraters Baade und südsüdöstlich des
Kraters Graff.
Seine Umgebung wird durch den äußeren südöstlichen Auswurfgürtel gebildet, der das Mare Orientale umgibt, und die Mondoberfläche ist in diesem Gebiet rau und streifig.
Catalán ist im Wesentlichen kreisförmig, erscheint aber doch irgendwie unregelmäßig. Der Kraterrand ist scharfkantig mit minimalen Erosionsspuren. Im Norden und Südosten sind Bereiche der inneren Kraterwand abgerutscht und haben Einkerbungen im Rand hinterlassen. Der Kraterboden ist rau und unregelmäßig ohne zentrale Erhebung.
Genau westlich gelegen bilden die beiden Satellitenkrater 'Catalán A' und 'Catalán B' ein sich überlappendes Paar. Beide sind schüsselförmig und besitzen einen scharfen Rand. Nordwestlich wird diese Anordnung durch die nahezu perfekt symmetrische Schüsselform von 'Catalán U' komplettiert.
| Buchstabe | Position           | Durchmesser | Link |
| --------- | ------------------ | ----------- | ---- |
| A         | 45,78° S, 89,26° W | 21 km       |      |
| B         | 45,66° S, 88,52° W | 14 km       |      |
| U         | 45,06° S, 90,66° W | 19 km       |      |